# Серяков, Дмитрий Николаевич
Дмитрий Николаевич Серяков (род. 7 августа 1995 года) — российский пловец в ластах.

## Карьера
В 2014 году стал двукратным вице-чемпионом Европы в плавании в классических ластах на дистанциях 50 и 100 метров.
В апреле 2015 года на чемпионате мира среди студентов по подводному плаванию, проходившем в Польше (Ольштен) Дмитрий на дистанции 100 м в классических ластах стал победителем, установив мировой рекорд 42.39.
На чемпионате мира 2015 года завоевал золото на 50-метровке и бронзу на 100-метровке.
На чемпионате мира 2016 года первенствовал на 100-метровке.
Приказом министра спорта от 15 декабря 2015 г. № 180-нг присвоено почётное звание «заслуженный мастер спорта России».